# Mecas rotundicollis
Mecas rotundicollis är en skalbaggsart som först beskrevs av Thomson 1868.  Mecas rotundicollis ingår i släktet Mecas och familjen långhorningar.
Artens utbredningsområde är:
- Costa Rica.
- Guatemala.
- Honduras.

Inga underarter finns listade i Catalogue of Life.